# Aymen Abdennour
Aymen Abdennour (Sousse, 6 augustus 1989) is een Tunesisch voetballer die doorgaans als centrale verdediger speelt. Hij verruilde Valencia CF in juli 2019 voor Kayserispor. Abdennour debuteerde in 2009 in het Tunesisch voetbalelftal.

## Clubcarrière
Abdennour stroomde in 2008 door vanuit de jeugd van Étoile Sportive du Sahel. Hiervoor speelde hij meer dan vijftig wedstrijden in het eerste elftal, in de Nationale A. De club verhuurde hem in januari 2010 voor een half jaar aan Werder Bremen, dat afzag van een definitieve overname.
Abdennour tekende in juli 2011 een vierjarig contract bij Toulouse. Hiermee bivakkeerde hij 2,5 seizoen in de middenmoot van de Ligue 1, vrijwel alle wedstrijden spelend. Toulouse verhuurde Abdennour in januari 2014 aan AS Monaco. Dat nam hem na de huurperiode definitief over. Met de Monegaskische club werd hij achtereenvolgens tweede en derde in de Ligue 1.
Abdennour tekende in augustus 2015 een contract tot medio 2020 bij Valencia CF, de nummer vier van de Primera División in het voorgaande seizoen. Dat betaalde circa €30.000.000,- voor hem aan Monaco.

## Interlandcarrière
Abdennour debuteerde in 2009 in het Tunesisch voetbalelftal. Daarvoor speelde hij voor Tunesië –21, waarvan hij aanvoerder was.